# Peter von Kastl
Peter von Kastl (um 1400) war ein deutscher Benediktinermönch, der mit großer Wahrscheinlichkeit eine Übersetzung von Boëthius’ Trost der Philosophie (ca. 524) erstellte.

## Biographie
Der wichtigste Beleg für Peters Existenz befindet sich im Chronicon Generale (1422) des Andreas von Regensburg. Dort heißt es: "Eodem anno [= 1401] magister Petrus presbiter professus, Boecium de consolatione philosophiae transtulit de latino in teutonicum. Hic sepultus est in Castello, vulgariter zu Chastel."  [„Im selben Jahr [1401] hat Magister Petrus, Presbyter des Benediktinerklosters Kastl, eingesetzt in Reichenbach, Boethius’ De Consolatione Philosophiae aus dem Lateinischen ins Deutsche übersetzt. Er ist hier in Castello, gewöhnlich als Chastel bekannt, begraben.“] In den Aufzeichnungen des Klosters Reichenbach in der Oberpfalz wird außerdem ein „Probst“ mit dem Namen „Peter“ in den Einträgen für die Jahre 1397, 1398, 1400, 1406 und 1408 erwähnt, und dieser „Probst“ wurde 1958 als der von Andreas von Regensburg erwähnte Übersetzer der Consolatio identifiziert. Die Übersetzung ging vermutlich im Laufe des 17. Jahrhunderts verloren. Eine anonyme Übersetzung, die um 1473 von Anton Koberger in Nürnberg gedruckt sowie 1500 von Johann Schott in Straßburg nachgedruckt wurde, wird gelegentlich mit der Übersetzung Peters von Kastl gleichgesetzt. Dies ist zwar nicht ganz ausgeschlossen, aus verschiedenen Gründen aber eher unwahrscheinlich.